# U-273
U-273 — средняя немецкая подводная лодка типа VIIC времён Второй мировой войны.

## История
Заказ на постройку субмарины был отдан 20 января 1941 года. Лодка была заложена 5 декабря 1941 года на верфи Бремен-Вулкан под строительным номером 38, спущена на воду 2 сентября 1942 года. Лодка вошла в строй 21 октября 1942 года под командованием оберлейтенанта Ганса-Адольфа Энгеля.

### Командиры
- 21 октября 1942 года — 31 марта 1943 года Ганс-Адольф Энгель.
- 1 апреля 1943 года — 19 мая 1943 года оберлейтенант цур зее Герман Россман

### Флотилии
- 21 октября 1942 года — 30 апреля 1943 года — 8-я флотилия (учебная)
- 1 мая 1943 года — 19 мая 1943 года — 9-я флотилия

### История службы
Лодка совершила один боевой поход, успехов не достигла. Потоплена 19 мая 1943 года к юго-западу от Исландии, в районе с координатами 59°25′ с. ш. 24°33′ з. д. глубинными бомбами с британского самолёта типа «Хадсон». 46 погибших (весь экипаж).